# Fujiwara no Tamako
Fujiwara no Tamako, född 1101, död 1145, var en japansk kejsarinna, gift med sin kusin kejsar Toba. 

## Biografi
Fujiwara no Tamako var fosterdotter till exkejsaren Shirakawa och hans favorit Gion no Nyōgo. Hon blev hovdam till kejsar Toba år 1118, och fick en månad senare titeln kejsarinna. Paret fick sju barn. Hon födde kejsarens tronarvinge år 1119. År 1123 abdikerade hennes make till förmån för deras son, kejsar Sutoku.
Fujiwara no Tamako beskyddades ständigt av sin fosterfar Shirakawa, och hedrades av sin make på grund av detta, men efter att Shirakawa avled 1129, försämrades genast hennes ställning vid hovet. Hennes make underminerade både hennes ställning till förmån för sin nya favorithustru Fujiwara no Nariko, och hennes son kejsarens ställning till förmån för sin son med Nariko, och 1141 tvingade Toba Tamakos son att abdikera till förmån för sin son med Nariko, Konoe, och förvisade år 1142 Tamako från hovet anklagad för att ha försökt förhäxa Nariko, som han gjorde till kejsarinna istället för henne. Hon gick då i kloster.